# Saint-Denis-d'Anjou
Saint-Denis-d'Anjou là một xã của tỉnh Mayenne, thuộc vùng Pays de la Loire, tây bắc nước Pháp.